# Piletocera bistrigalis
Piletocera bistrigalis là một loài bướm đêm trong họ Crambidae.